# Let Love In (Nick Cave and the Bad Seeds)
Let Love In è un album di Nick Cave & The Bad Seeds pubblicato nel 1994 sotto Mute Records. È stato prodotto da Tony Cohen coi Bad Seeds e registrato negli studi londinesi di Harrow Road. Contiene la celeberrima canzone "Loverman" che molti altri artisti come Martin Lee Gore e i Metallica hanno reinterpretato personalmente.

## Tracce
1. Do You Love Me?
2. Nobody's Baby Now
3. Loverman
4. Jangling Jack
5. Red Right Hand
6. I Let Love In
7. Thirsty Dog
8. Ain't Gonna Rain Anymore
9. Lay Me Low
10. Do You Love Me? Part 2

## Formazione
La formazione dei Bad Seeds per questo disco coinvolge:
Mick Harvey, Martyn P. Casey, Blixa Bargeld, Conway Savage e Thomas Wydler.